# اضطراب طيف فرط الحركة
اضطراب طيف فرط الحركة، المرتبط بتشاخيص سابقة مثل متلازمة فرط الحركة ومتلازمة فرط حركة المفصل، هو اضطراب وراثي في النسيج الضام يؤثر على المفاصل والأربطة. تم تمييز الأشكال والأنواع الفرعية المختلفة، ولكنها لا تشمل فرط حركة المفصل اللاعرضي، والذي يُعرف أحيانًا باسم الوصلة المزدوجة.
قد تشمل الأعراض عدم القدرة على المشي بشكل صحيح أو لمسافات طويلة، والألم في المناطق المصابة. يعاني بعض الأشخاص المصابين باضطراب طيف فرط الحركة من فرط حساسية الأعصاب وضعف في جهاز المناعة. قد يسبب أيضًا إعياءً شديدًا وتسبب بعض الحالات نوب اكتئابية. يشبه إلى حد ما اضطرابات النسيج الضام الوراثية الأخرى مثل متلازمة إيلرز دانلوس. هناك ارتباط قوي بين اضطراب طيف فرط الحركة واضطرابات النمو العصبي مثل اضطراب نقص الانتباه مع فرط النشاط واضطراب طيف التوحد.

## العلامات والأعراض
تشمل بعض الأعراض الشائعة لاضطراب طيف فرط الحركة ما يلي:
- آلام المفاصل (يمكن أن ينشأ الألم في كل مفصل)
- الإرهاق (عادةً عندما تكون المنطقة المصابة هي الساقين)
- تورم حول المفصل عند إجهاد المفصل
- اكتئاب
- ضعف جهاز المناعة.
- ألم عضلي
- تفاوت مستويات الألم حول المناطق المصابة.
- تشنجات عضلية.

قد تظهر أعراض أخرى ولا يعاني جميع المصابين من نفس الأعراض.

## التشخيص
قد يكون تشخيص متلازمة فرط الحركة أمرًا صعبًا. هناك نقص في الفهم الدقيق للحالة ويمكن اعتبارها حالة نادرة. نظرًا لسهولة إمكانية تشخيص متلازمة فرط الحركة بالخطأ على أنها وصلة مزدوجة أو اعتبارها مجرد ألم في الجسد ناتج عن قلة التمرين، قد يُخطئ الأطباء في تشخيصها دون التحقق بشكل كافٍ من الأعراض. لهذه الأسباب، يمكن للعديد من الأفراد المصابين أن يعيشوا حياتهم دون معرفة أنهم مصابون بهذه الحالة. نتيجةً لذلك، يمكن للمصابين دون تشخيص مناسب أن يصيبوا أنفسهم بسهولة دون أخذ الرعاية المناسبة للتأكد من إمكانية استمرار عملهم بأمان.
يمكن استخدام نقاط بايتون لتحديد فرط حركة المفصل المعمم المرتبط بمتلازمة فرط الحركة. يشمل المصطلح الأحدث «اضطراب طيف فرط الحركة المعمم» الأفراد الذين يعانون من فرط حركة المفصل المعمم، والذي يتم تحديده غالبًا باستخدام نقاط بايتون بالإضافة إلى أعراض أخرى. قد يُشخص الأفراد الذين لا يستوفون معايير نقاط بايتون باضطراب طيف فرط حركة المفصل التاريخي أو اضطراب طيف فرط الحركة المحيطية أو اضطراب طيف فرط الحركة الموضعية.

## العلاج
قد يكون علاج متلازمة فرط الحركة أمرًا صعبًا. لا يوجد علاج مباشر لهذه الحالة، ولكن، يمكن علاج أعراضها. يعد العلاج الطبيعي، وخاصةً التمارين الرياضية، العلاج الرئيسي لهذه الحالة، رغم وجود أدلة محدودة على فعاليته.
تشمل علاجات الألم ما يلي:
- تضميد المنطقة المصابة
- وضع كيس ثلج على المنطقة المصابة
- تناول مسكنات الألم التي لا تستلزم وصفة طبية مثل الباراسيتامول أو الإيبوبروفين